# 东朗高尔辛
东朗高尔辛是冰岛南部区的市镇。市镇面积为1,832平方公里，人口数量为2,035人（2023年）。市镇内的最大聚居点为霍爾斯沃德呂爾及斯科加爾。